# Шаруев, Николай Петрович
Никола́й Петро́вич Шару́ев (7 октября 1914, Царицын — 18 февраля 1975, Волгоград) — старшина РККА (позднее Советской Армии), участник Великой Отечественной войны, Герой Советского Союза (1945). Командир отделения 180-го гвардейского стрелкового полка, 60-я гвардейская стрелковая дивизия, 5-я ударная армия, 1-й Белорусский фронт.

## Биография
Родился 7 октября 1914 года в городе Царицын (ныне Волгоград) в семье рабочего. Русский. Окончил 7 классов, работал слесарем. Член ВКП(б) (КПСС) с 1943 года.
В РККА в 1936—1938 годах и с августа 1942 года, через месяц в действующей армии на фронтах Великой Отечественной войны.
Отличился при прорыве сильно укреплённой обороны неприятеля юго-западнее села Магнушев (Польша). 15 января 1945 года с отделением преодолел реку Пилица, захватил и удерживал до подхода подкрепления рубеж на её берегу.
Указом Президиума Верховного Совета СССР от 24 марта 1945 года Николаю Петровичу присвоено звание Героя Советского Союза с вручением ордена Ленина и медали «Золотая Звезда».
В 1945 году старшина Шаруев демобилизован. Жил в Волгограде. Работал слесарем-монтажником в управлении Энергочермет. Умер 18 февраля 1975 года.

## Знаки отличия
Награждён:
- орденом Ленина;
- орденом Отечественной войны 2 степени;
- медалями.